# Roscoe Conkling
Roscoe Conkling foi um político e advogado americano, que serviu como Senador pelo estado de Nova Iorque.